# Власівка (Прилуцький район)
Вла́сівка — село в Україні, у Прилуцькому районі Чернігівської області. Населення становить 188 осіб. Входить до складу Парафіївської селищної громади.

## Географія
Село розташоване на півночі району, на правому березі безіменної річечки, яка через 5 км впадає в річку Смош. Вище за течією до Власівки примикає смт Парафіївка, нижче за течією на відстані 3 км — село Ковтунівка, на протилежному березі —  село Петрушівка і селище Качанівка.
Відстань від Чернігова — близько 150 км (автошляхами — 197 км), до Ічні — 21 км (автошляхами — близько 40). Найближча залізнична станція — Ічня на лінії Бахмач — Прилуки Полтавської дирекції залізничних перевезень за 25 км.
Площа села близько 1 км². Висота над рівнем моря — 142 м.

## Історія
Офіційною датою заснування села умовно вважається 1600 рік.
У Списку наявних у Малоросійській губернії селищ 1799 - 1801 років присутнє як хутір Власівський Конотопського повіту, 113 податкових душ.
261 житель Власівки брав участь у Другій світовій війні, 124 з них — загинули, 89 — нагороджені орденами і медалями СРСР.
У повоєнний період село було центром сільради, до якої також входили села Качанівка, Петрушівка, Проліски і Шевченко. В селі знаходилося відділення колгоспу імені Тельмана (центральна садиба — в Парафіївці) за яким було закріплено 2180 гектарів сільськогосподарських угідь, у тому числі 1920 га орної землі. Господарство вирощувало зернові культури, займалося м'ясо-молочним тваринництвом.
На початку 1970-х населення села становило 500 осіб. Нині(?) в селі живе 188 мешканців.
На території села працюють клуб, бібліотека, відділення зв'язку, магазини.

## Видатні земляки
- Ангел Євген Петрович — керівник антибільшовицького повстання.
- Михайло Олександрович Гарам (1918–1944) — льотчик-ас, Герой Радянського Союзу.

## У селі поховані
- Флоріан Ілліч Юр'єв (1929–2021) — український педагог, художник, архітектор[4].

## Галерея

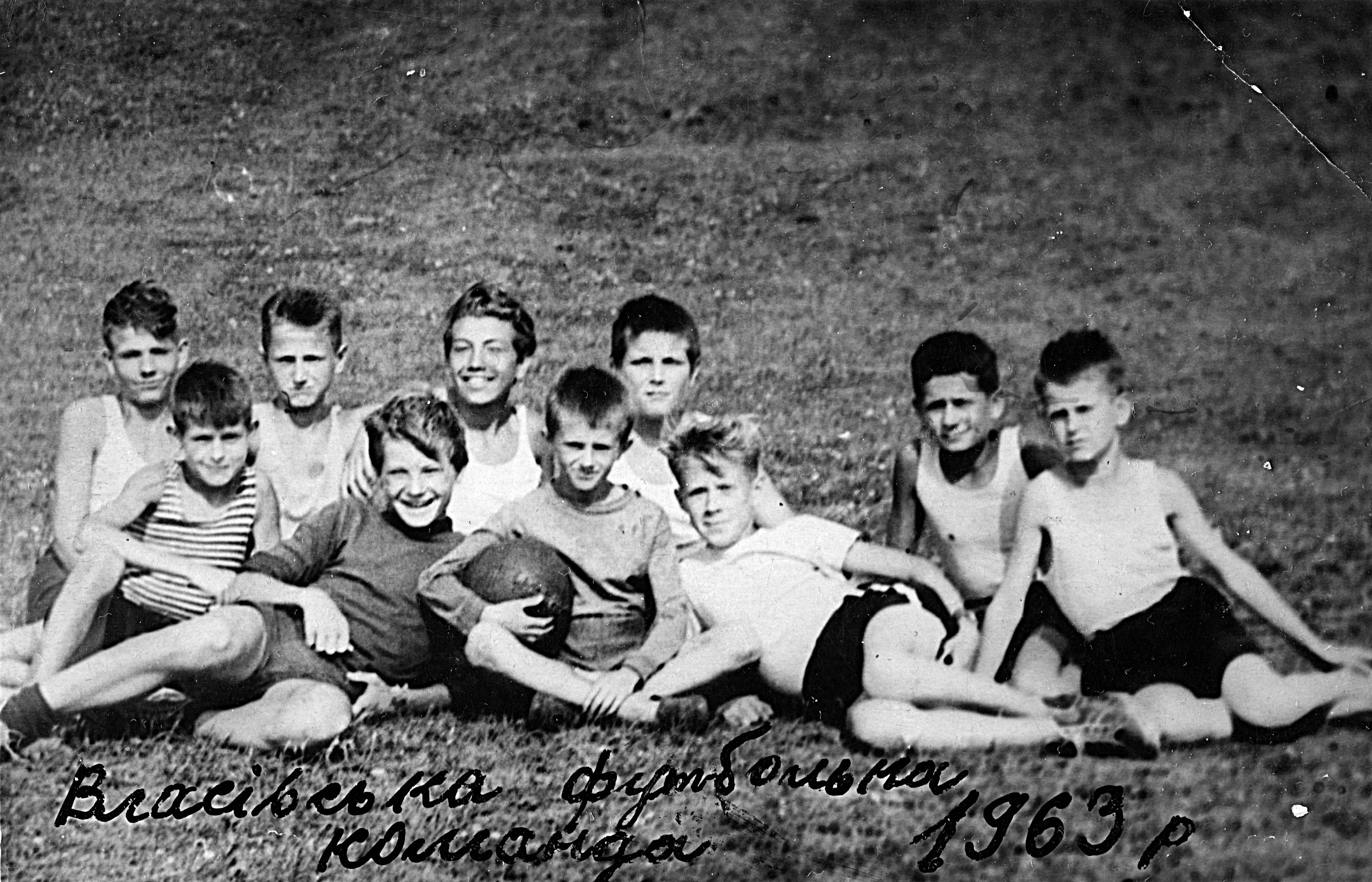
Футбольна команда села Власівка, 1963 рік. Хлопці 1949-1952 років народження, 11-14 років. Грали влітку з командами сіл Петрушівка, Парафіївка, Іржавець.
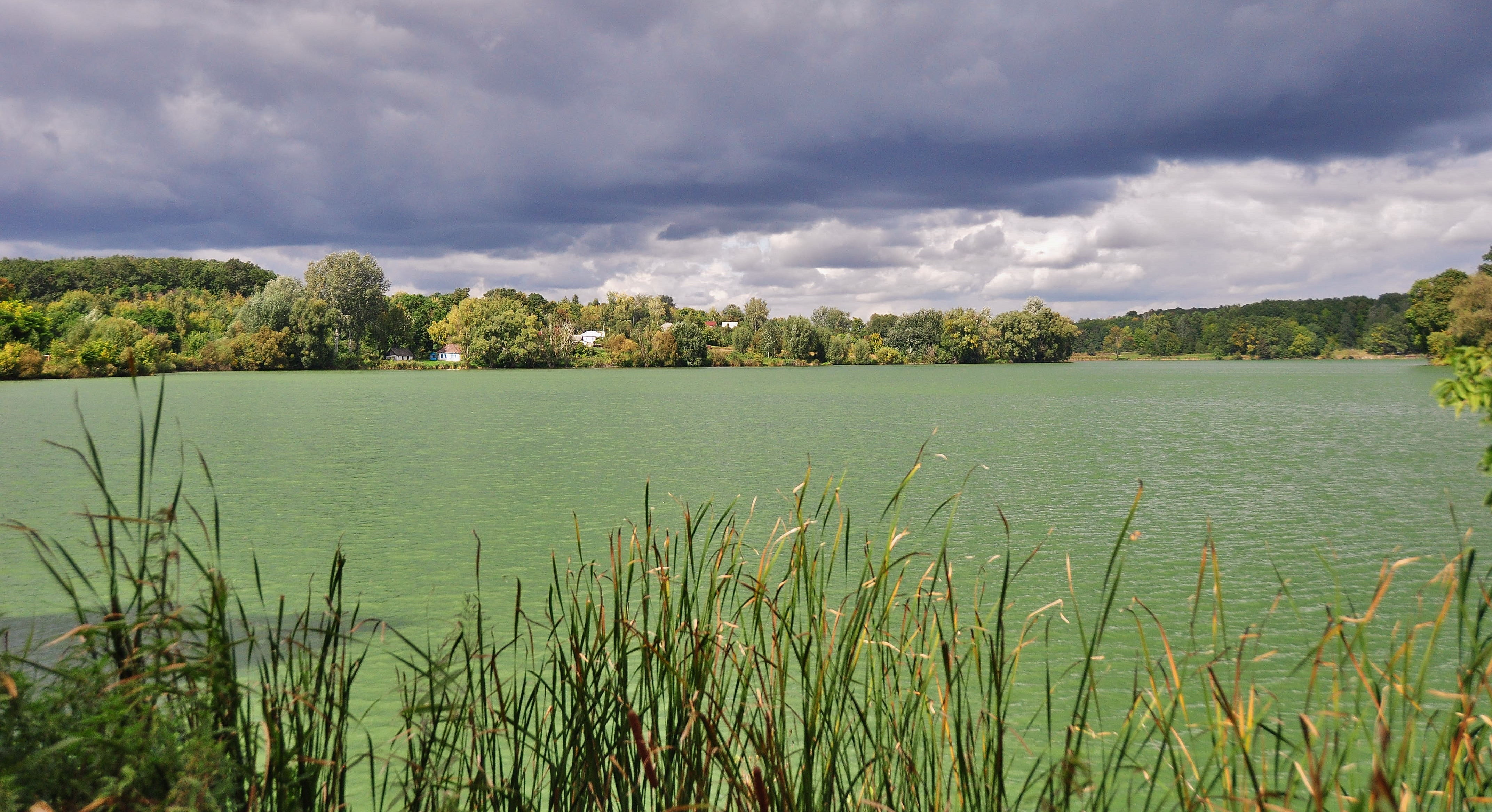
Село Власівка з дамби між Майорським та Великим ставами
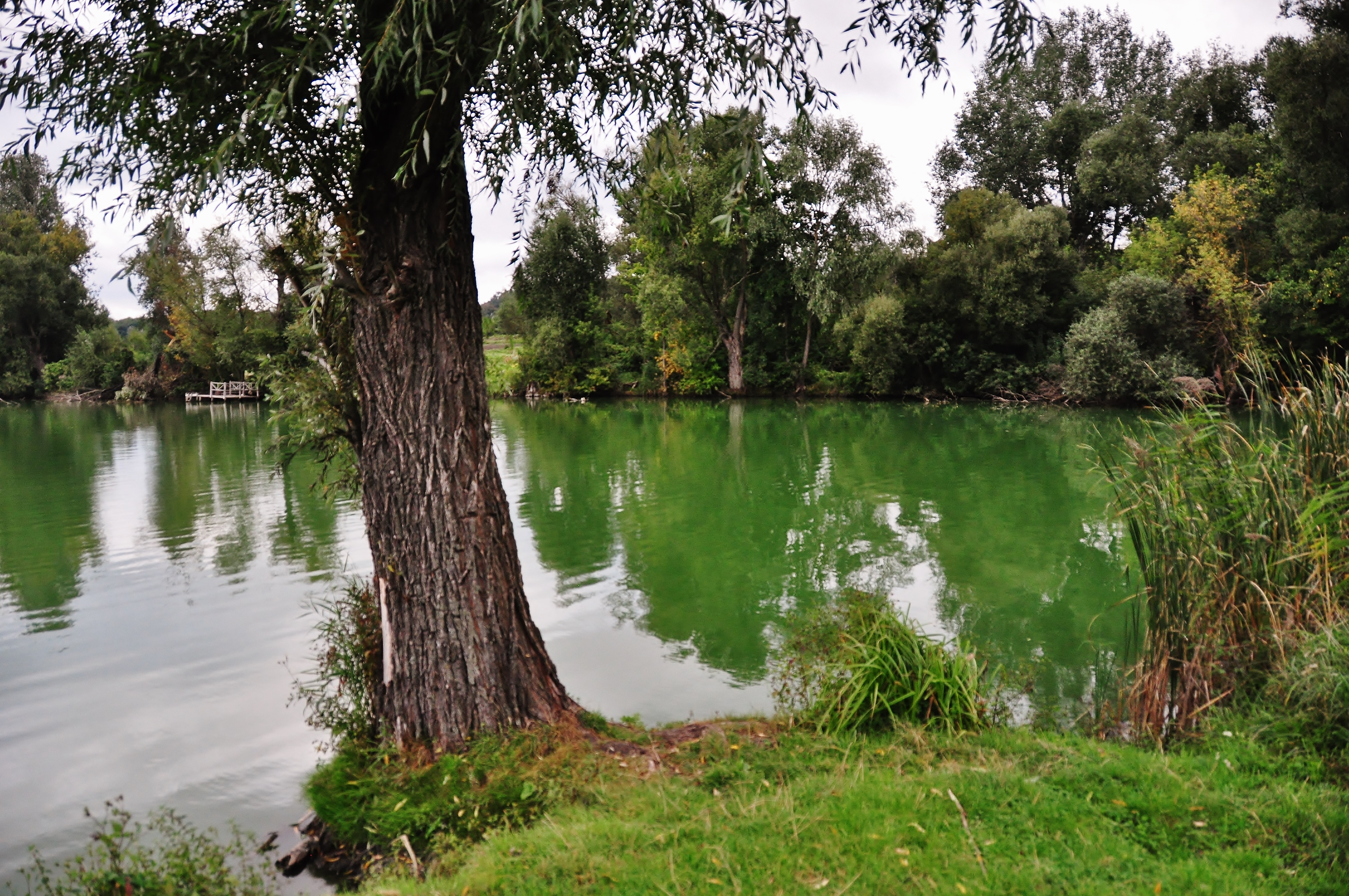
Майорський став коло села Власівки
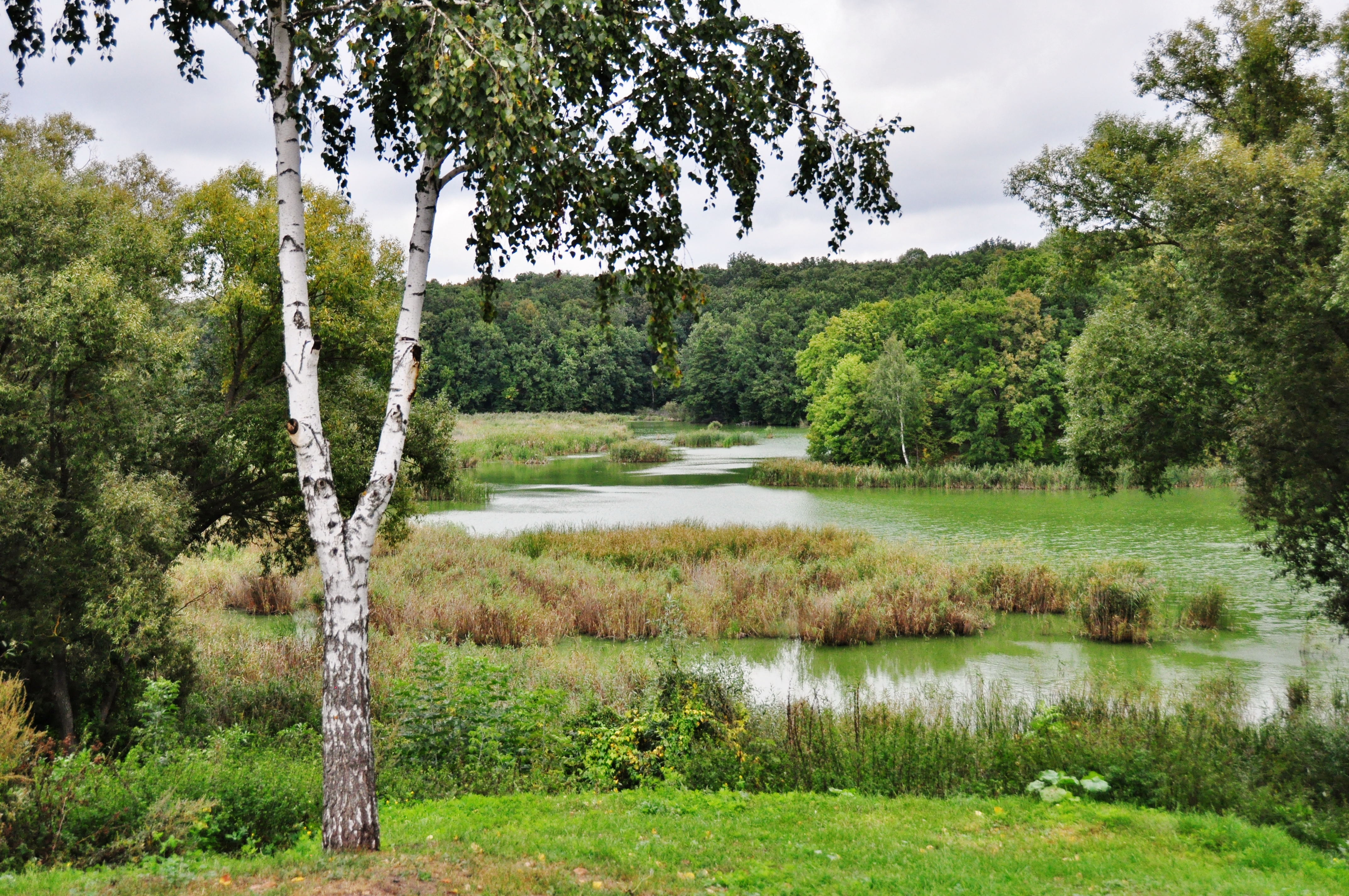
Долина річки коло села Власівки